# Ferrovia Tananarive-Côte Est
La ferrovia Tananarive-Côte Est (TCE) è una linea ferroviaria a scartamento metrico che collega la capitale del Madagascar, Tananarive, alla città di Toamasina, il maggiore porto marittimo del paese, ubicato sulla costa orientale dell'isola.
In atto, la linea è utilizzata principalmente per il trasporto merci. Il traffico passeggeri è limitato alla tratta Moramanga-Toamasina.

## Storia

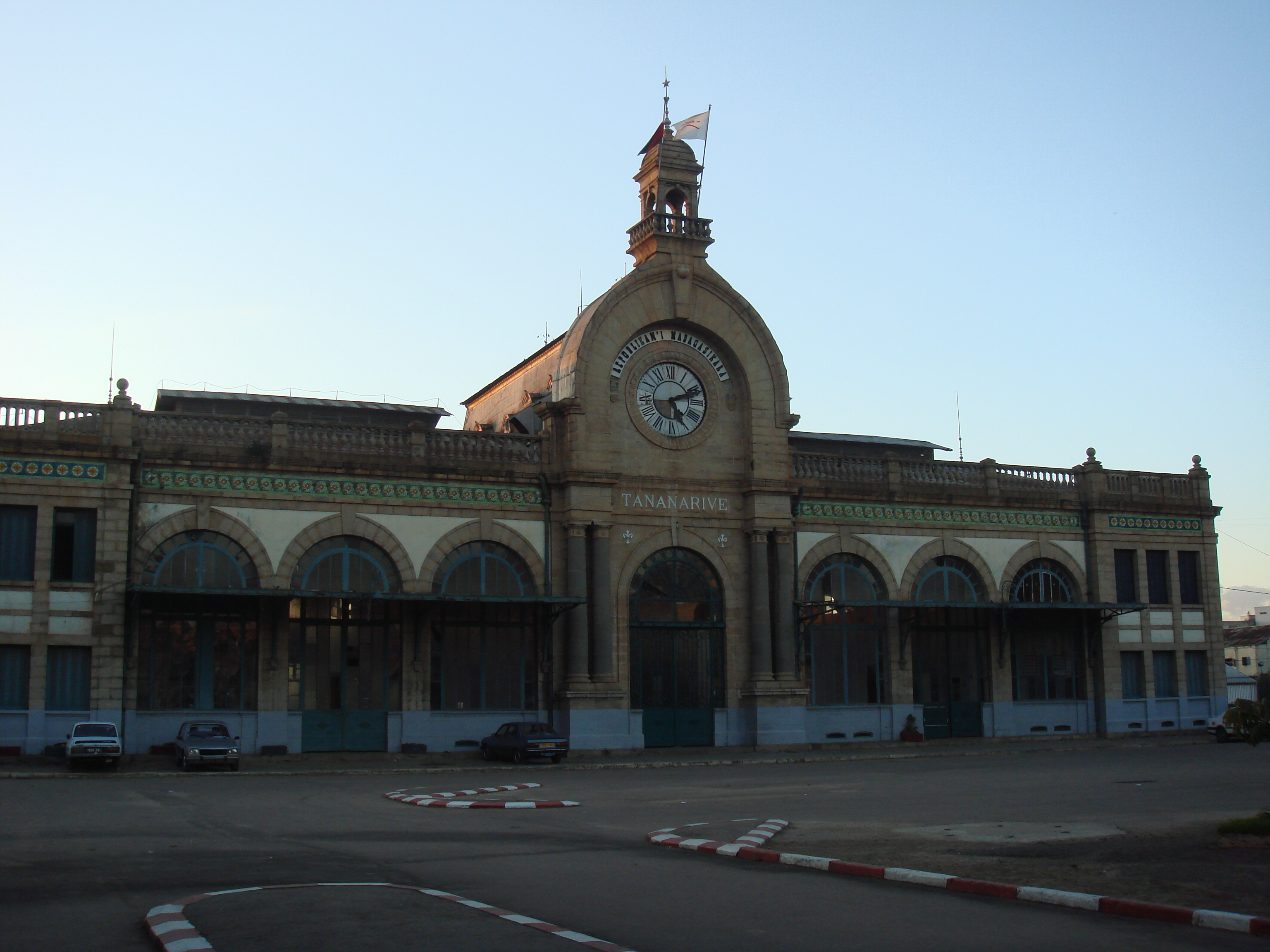
Facciata d'ingresso del fabbricato viaggiatori di Tananarive

Il primo tratto della linea, da Tananarive a Brickaville, realizzato in epoca coloniale, fu inaugurato ufficialmente il 1º aprile 1909, ma il completamento della linea sino a Toamasina, per complessivi 372 km, avvenne solo alcuni anni dopo, il 6 marzo 1913.
Nel 1974, il governo malgascio ha avviato la nazionalizzazione della rete ferroviaria, che dal 1982, è passata in gestione a un ente statale, il Reseau National des Chemins de Fer Malagasy (RNCFM).
Negli anni novanta il vecchio impianto coloniale della linea ferrata è andato incontro ad un processo di obsolescenza e di degrado, che ha persuaso il governo malgascio a privatizzare il RNCFM. Dal 10 ottobre 2002 la rete è gestita da Madarail (Madagascar railways), una società privata del gruppo belga Vecturis.